# Тепениця (зупинний пункт)
Тепени́ця — пасажирський залізничний зупинний пункт Коростенської дирекції Південно-Західної залізниці розташований на одноколійній неелектрифікованій лінії Коростень — Олевськ.
Розташований у селі Тепениця Олевського району Житомирської області між станціями Пояски (7 км) та Олевськ (5 км).
На зупинному пункті зупиняються приміські поїзди.